# Kumbhamela
El kumbhamela o kumbh mela és un pelegrinatge i festival en el hinduisme que es fa quatre vegades cada dotze anys. Té lloc per torns quatre llocs sagrats al marge d'un riu: Prayagraj (a Uttar Pradesh), Hardwar (aUttaranchal), Ujjain (a Madhya Pradesh) i Nasik (a Maharashtra). La festa comprèn un bany ritual al riu, però també és una celebració del comerç comunitari amb nombroses fires, formació, pregons religiosos de sants, reunions massives de monjos i activitats de lleure.
Cada cicle de dotze anys inclou un majā kumbhamela, o gran reunió del càntir, a les riberes del Ganges en la que participen diversos milions de persones, ço que fa que probablement sigue el major pelegrinatge que se celebra al món. El majá kumbhamela, del 2019, va atreure més de dos-cents milions de participants.
En sànscrit, la paraula kumbhà significa «càntir» i mélā «reunió, trobada».

## Orígens
Les arrels històriques del kumbhamela es troben probablement en les cerimònies propiciatòries organitzades en les èpoques de sembrar en les que es fiquen a remulla recipients amb llavors i gra per germinar a les aigües dels rius sagrats. També és un ritual de la fertilitat: el càntir simbolitza, per la seva forma, la Deessa Mare i l'úter, la matriu del món. En general, el càntir sol associar-se naturalment a l'aigua i en particular als rius, que han tingut un important paper en el món indi des d'almenys la civilització de la vall del Indi, com pareix indicar el tanc d'aigua de Mohenjo-daro.
S'atribueix l'origen de la romeria al filòsof i sant Adi Xankara del segle viii que es fa esforçar per promoure grans trobades hindús per a discussions i debats filosòfics juntament amb monestirs hindús a tot el subcontinent indi. Tanmateix, no hi ha cap document històric d'aquests pelegrinatges massius anteriors al segle xix. Hi ha nombrosos esments manuscrits històrics i inscripcions d'una romeria (magha mela) anual, amb reunions més grosses després de sis o dotze anys, on els pelegrins es trobaven en gran nombre i on un dels rituals incloïa un bany sagrat en un riu o aljub sagrat. Segons Kama MacLean, els desenvolupaments sociopolítics durant l'època colonial i una reacció a l'orientalisme van dur a revifar les antiguesa maghes meles com a Kumbh Mela de l'era moderna, especialment després de la rebel·lió índia de 1857.
El kumbhamela va servir per enfondir un renaixement del hinduisme, que des de feia diversos segles havia estat ressentit pel creixement del budisme i del jainisme.

## Mite fundacional
El mite fundacional de kumbhamela es troba en la llegenda hindú del Batre de l'Oceà de Llet. En temps pretèrits, els deves (Déus) i els asures (dimonis) van fer una aliança per a treballar junts en l'elaboració de l'amrita, el nèctar de la immortalitat, a partir del Kshīra Sagara, l'oceà primogènit de llet, i compartir després d'aquest amrita. Quan batien l'Oceà de Llet, en van sortir moltes regals celestials, Chandra, la lluna, l'elefant Airavat amb quatre ulls, Madira la deessa del vi i molts altres i finalment el tresor suprem, l'amrita.
Però, quan aparegué el déu Dhanu Antari amb el kumbhá, el càntir que contenia el amrita, els dimonis l'hi van prendre i van escapar lluny perseguits pels Déus. Durant dotze dies i dotze nits divines, l'equivalent a dotze anys humans, els déus i els dimonis van lluitar al cel per el càntir de amrita. Finalment, els déus van fer-se seu l'elixir i van recobrar llur força perduda. Durant la batalla, algunes gotes d'amrita van caure en quatre llocs: Praiagraj, Hardwar, Ujjain i Nasik, motiu pel qual estes ciutats són sagrades i s'hi celebra el kumbhamela.

## Les costums del Kumbhamela
Les poblacions que acullen les Kumbhamela són l'escenari de desfilades cerimonials que marquen l'arribada oficial dels homes sants, muntant una gran varietat de mitjans de transport: elefants, cavalls, camells, cotxes, palanquins i carros. De vegades són portats per homes en mostra de la seva devoció. Generalment els sadhus Naga Baba, guerrers de Shiva, són els primers en desfilar baix la pluja de pètals i cada credo intenta superar els altres amb l'esplendor de la comitiva.

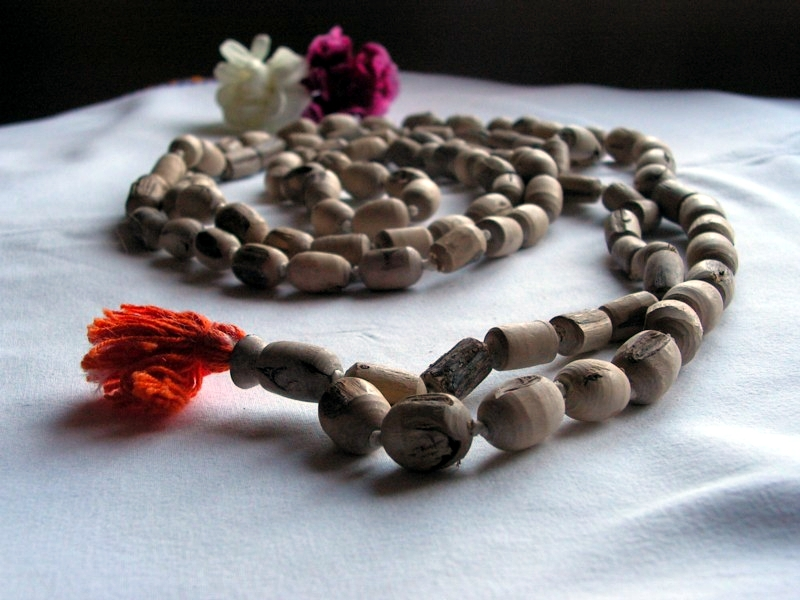
Japa mala

L'esdeveniment més important del Kumbhamela és la immersió en el riu, el moment en què les aigües es transformen en amrita. Els hindús creuen que, submergint-se completament sota l'aigua en aquest moment, són rentats de tots els pecats entre ells i els seus descendents per vuitant-i-vuit generacions. Les dates més propicies, calculades pels astròlegs, són anomenats dies dels shahi shan, les comitives reals. En aquests dies, els akhara, o grans assemblees de sadhus, condueixen shahi que arriba al clímax amb el bany (snāna) al Ganges. Els Naga Baba són els primers en submergir-se, nuets i per parelles vestits només amb un japa mala (collaret de comptes). Quan acaben les ablucions, els sadhus es cobreixen el cos amb cendra. Després de banyar-se els diferents credos de sadhus, el peregrins ordinaris, que han esperat pacientment fins aquest moment, poden accedir a l'aigua.
Excepte la immersió al riu, el pelegrinatge a la Kumbhamela permeteix als hindús rebre la vendició dels sadhus, sants i altres yoguis, i fer el darshan: la contemplació ritual que transmet la energia espiritual. Els devots recorren així els campaments on s'allotgen els sadhus per rebre vendicions i donant-les a canvi de les seves ofrenes.
El Kumbhamela és òbviament un període particularment propici per a cerimònies religioses, com per exemple la iniciació de mils de sadhus novells que s'inicien així en la vida de ascetes.